# Codex Frisianus

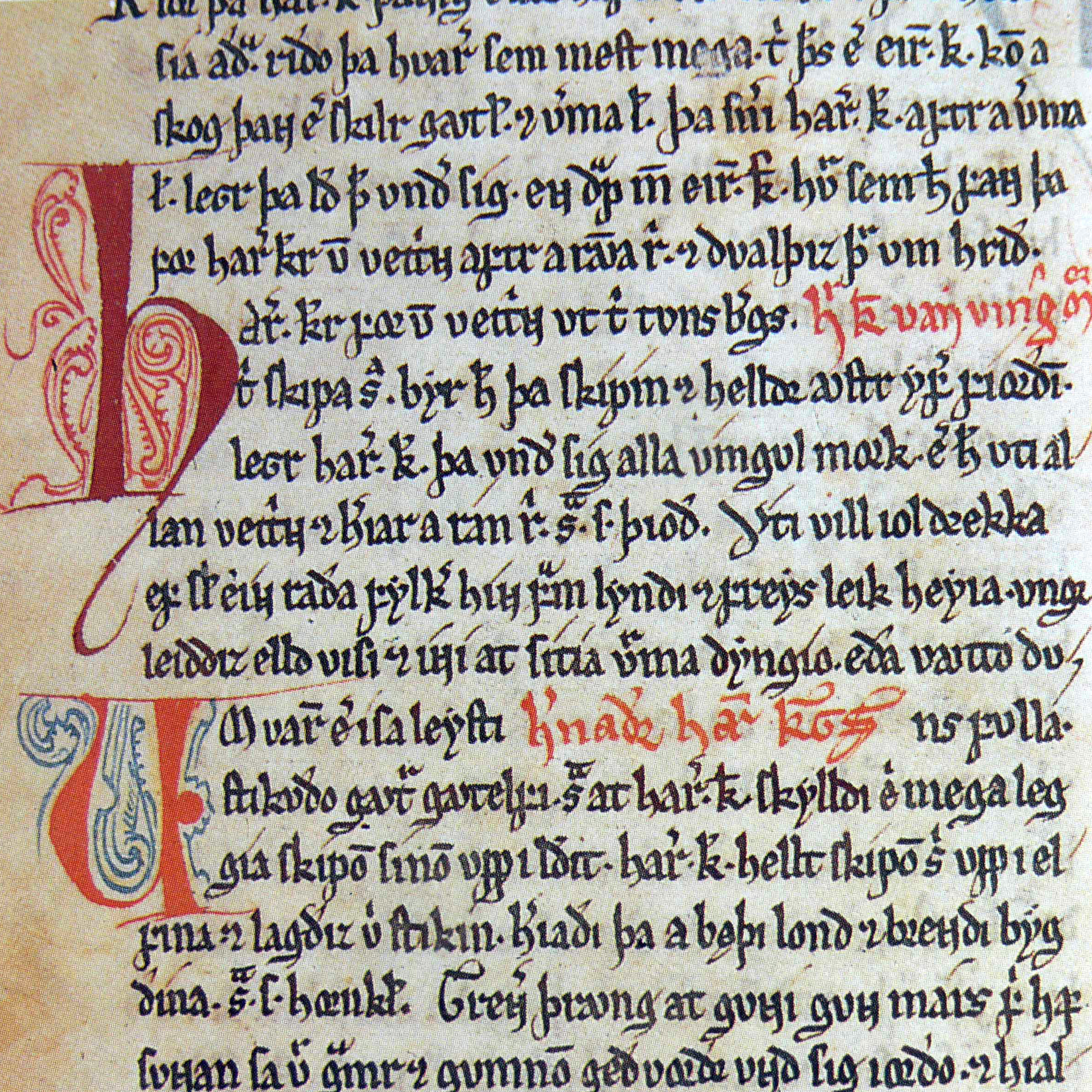
Un extrait de la Haralds saga hárfagra dans le Codex Frisianus.

Le Codex Frisianus ou Fríssbók est un manuscrit du début du XIVe siècle portant la cote AM 45 fol. Long de 124 feuillets, il contient la Heimskringla (sans la Saga de Saint Olaf) et la Hákonar saga Hákonarsonar.
Il pourrait avoir été rédigé en Islande et tôt amené en Norvège ou avoir été composé en Norvège. Il fut trouvé à Bergen en 1550 et apporté au Danemark avant 1600, date à laquelle il fut acquis par le collectionneur Otto Friis, de qui il tire son nom. Il entra ensuite en la possession de l’etatsråd Jens Rosenkrantz avant d'être acheté en 1695 par Árni Magnússon. Ce dernier en fit don à sa mort (1730) à l'université de Copenhague.